# Răstoaca
Răstoaca est une commune roumaine située dans le județ de Vrancea.